# NGC 333
NGC 333 este o galaxie lenticulară situată în constelația Balena. A fost descoperită în anul 1877 de către Wilhelm Tempel. De asemenea, a fost observată încă o dată de către Herbert Howe.